# Strangle
Strangle is een term uit de handel in opties. Met een strangle kan men een verwachte grote koersbeweging van een aandeel te gelde maken, ongeacht of de beweging omhoog of omlaag is.
Een strangle houdt in dat tegelijkertijd call- en put-opties op eenzelfde aandeel met eenzelfde expiratiedatum gekocht worden, maar met verschillende uitoefenprijzen.
Zowel de call als de put zijn out-of-the-money: de uitoefenprijs van de call ligt ruim boven de huidige waarde van het aandeel, die van de put ligt ruim onder de huidige waarde. Als het aandeel flink stijgt, oefent men de calloptie uit; daalt de prijs flink, dan oefent men de putoptie uit, in beide gevallen met winst. Het enige risico dat men loopt is dat de gekochte strangle waardeloos afloopt als de verwachte beweging niet groot genoeg is of zelfs helemaal uitblijft.
De beweging moet groter zijn dan bij de straddle, een vergelijkbare optiestrategie, maar daar staat tegenover dat de aanschafwaarde van de strangle veel lager ligt omdat de opties "out-of-the-money" zijn.
Men kan overigens ook een strangle kopen op bijvoorbeeld een beursindex of de koers van een obligatie.